# Polyrhachis phryne
Polyrhachis phryne é uma espécie de formiga do gênero Polyrhachis, pertencente à subfamília Formicinae.